# Wladimir Strijewski
Wladimir Strijewski, in Deutschland auch Wladimir Strischewsky und Wladimir von Strischewski (* 12. November 1892 als Wladimir Fjodorowitsch Strischewski/Владимир Фёдорович Стрижевский in Jekaterinoslaw; † 7. Oktober 1977 in Los Angeles) war ein russischer Filmregisseur, Drehbuchautor und Schauspieler mit Karrieren im zaristischen Russland und in Westeuropa.

## Leben und Wirken
Der in der heutigen Ukraine geborene Strijewski ist einer der mittlerweile vergessenen Starregisseure unter den zaristisch-russischen Exilanten im Westeuropa der Zwischenkriegszeit.
Strijewski begann seine Laufbahn zu Beginn der 1910er Jahre als Schauspieler und gab 1914 in einem vierteiligen Kriminaldrama seinen Einstand vor der Kamera. Bis zur Oktoberrevolution blieb Wladimir Strijewski als Filmschauspieler tätig und wirkte 1916/17 vor allem in diversen Inszenierungen Jewgeni Bauers und Pjotr Tschardynins mit. Unmittelbar vor dem bolschewistischen Umsturz (1917) gab er mit Tschjornaja ljubow (Schwarze Liebe) sein Regiedebüt, in dem der nachmalige Filmregisseur Lew Kuleschow einer seiner ersten Filmrollen übernahm.
Infolge der einhergehenden Unruhen während der nachrevolutionären Wirren schloss sich Strijewski, der noch 1919 auf der Flucht in einem antibolschewistischen Film mitgewirkt hatte, dem Tross des bedeutenden zaristisch-russischen Filmproduzenten Iossif Jermoliew an. Schließlich erreichte die Filmcrew Westeuropa. In Frankreich seit 1920 ansässig, setzte Strijewski zunächst die Arbeit als Schauspieler in Produktionen Jermoliews, der sich nunmehr Jacques N. Ermolieff nannte, fort und drehte unter anderen exilrussischen Regisseuren wie Jakow Protasanow und Alexander Wolkoff.
Der inzwischen nach München übergesiedelte Ermolieff nahm Strijewski nach Deutschland mit und ermöglichte ihm zu Beginn des Jahres 1924 seine erste Filmregie im Exil. Das Ergebnis war die zweiteilige Verfilmung eines Gogol-Stoffes, Taras Bulba, den Strijewski (damals als Wladimir Strischewsky) mit einer Reihe von exilrussischen Schauspielern (darunter Helena Makowska und Ossip Runitsch) in den Hauptrollen nach eigenem Drehbuch umsetzte.
Bei seinen wenigen Folgeinszenierungen konnte Strijewski gelegentlich auch auf den bedeutendsten russischen Exilschauspieler Iwan Mosjukin zurückgreifen. Mit Anbruch des Tonfilmzeitalters war Strijewskis Karriere in Deutschland beendet. Er hielt sich wieder in Frankreich auf, wo er unter anderem zwei Verfilmungen von Romanen Joseph Kessels umsetzen konnte. Während des Zweiten Weltkriegs in Italien ansässig, konnte er dort nur noch einen Film realisieren.
Gleich nach Kriegsende wanderte Strijewski in die USA aus, nannte sich fortan Vladimir Strevy und ließ sich in Los Angeles nieder. Zeitweilig wohnte er in der North Serrano Avenue. Am 9. November 1951 wurde Strevy eingebürgert. Trotz unmittelbarer Nähe zu Hollywood blieb Strijewski / Strevy in den USA filmisch inaktiv.

## Filmografie (als Schauspieler, Auswahl)
- 1914: Saschka-Seminarist
- 1915: Teni grecha
- 1916: Wosmesdije
- 1916: Grif starogo bortza
- 1916: Marionetki roka
- 1916: Pora ljubwi
- 1916: Skaska sinjego morja
- 1916: Tschuschaja duscha
- 1917: Schisn trech dnej
- 1917: Rewoljuzioner
- 1917: Nabat
- 1917: Sumerki
- 1917: Tschjornaja ljubow
- 1918: Beloje i tschjornoje
- 1919: Schisn – rodinje, tschest – nikomu
- 1921: Le sens de la mort
- 1922: Das geheimnisvolle Haus (La maison du mystère)

## Filmografie (als Regisseur)
- 1917: Tschjornaja ljubow (auch Drehbuch)
- 1924: Taras Bulba (2 Teile / auch Drehbuch)
- 1924: Tiefen der Großstadt (auch Drehbuch)
- 1928: Der Adjutant des Zaren (auch Drehbuch)
- 1929: Spielereien einer Kaiserin (auch Drehbuchmitarbeit)
- 1930: Troika
- 1931: Sergeant X – Das Geheimnis des Fremdenlegionärs (Le sergent X, auch Drehbuch)
- 1935: Schuld und Sühne (Crime et châtiment, nur Drehbuchmitarbeit)
- 1935: Wolgaschiffer (Les bateliers de la Volga)
- 1937: Nuits de princes
- 1943/45: La carne e l’anima (auch Drehbuchmitarbeit)